# Julemærkefilmen
Julemærkefilmen er en dansk dokumentarfilm fra 1939, der er instrueret af Gunnar Wangel.

## Handling
Salget af julemærker er grundlaget for oprettelsen og driften af julemærkehjemmene rundt om i Danmark. Hjemmene har til formål at huse og hjælpe udsatte og særligt trængende børn. Mange af julemærkebørnene kommer fra storbyerne. Her kan det være småt med midlerne, og børnene kan være overladt til sig selv og livet i de usle baggårde. På julemærkehjemmene kan de få pleje, frisk luft og komme til hægterne igen efter sygdom. Filmen følger dagligdagen på de forskellige julemærkehjem i Danmark: Lindersvold i Faxe, Mørkøv-hjemmet på Nordvestsjælland, Fjordmark ved Flensborg Fjord, Holbølls Minde ved Svendborg, Hobro-hjemmet ved Mariager Fjord samt julemærkehjemmet i Juelsminde.